# Sherwood
Sherwood — российская фолк-рок-группа из Санкт-Петербурга, основана 27 июля 2001 г.
Исполняет английские, ирландские, шотландские и валлийские народные песни в собственной рок-обработке. По звучанию близка к Fairport Convention и Jethro Tull.
Аранжировщиком и автором большинства русских текстов является вокалист группы Юрий Иванов, известный также как автор музыки песни «Бухгалтер Иванов», одного из хитов группы «Бахыт-Компот».
Группа Sherwood трижды приглашалась Ричи Блэкмором для разогрева российских концертов группы «Blackmore’s Night» (2002, 2006, 2011).

## История
Первое выступление группы Sherwood состоялось 27 июля 2001 года на средневековом фестивале в Выборгском замке (г. Выборг Ленинградской области). Состав группы тогда: Юрий Иванов (акустическая гитара, вокал), Максим Жупиков (скрипка), Сергей Василенко (блок-флейта) и Антон Матезиус (перкуссия). Осенью к группе присоединяется виолончелист Владимир Белов, и музыканты выступают в петербургских клубах, а также записывают мини-альбом из 4-х композиций на студии Зоопарка. Именно эту запись и отправляет Юрий Иванов менеджеру Blackmore's Night весной 2002 г., когда узнаёт о предстоящих выступлениях этого коллектива в Москве и Санкт-Петербурге. Приходит ответ с приглашением выступить в обоих городах на разогреве Blackmore’s Night. Эти выступления состоялись 14 и 16 апреля 2002 года, соответственно, в московских Лужниках и в Большом зале Санкт-Петербургской филармонии.

Sherwood, Блэкмор и Кэндис 16 апреля 2002 за кулисами БЗ СПб Филармонии

Антон Матезиус к тому времени уже целиком посвящает себя творчеству Billy's Band, и на перкуссии играет Михаил Николаев. После этих концертов Сергей Василенко уходит из группы, полностью сосредоточившись на «Ad Libitum», и в творчестве Sherwood наступает перерыв. Однако летом 2003 г. Максим Жупиков и Юрий Иванов решают возродить Sherwood и начинают репетировать вместе с флейтисткой Натальей Тарасенко, а позднее их поддерживает и виолончелист Владимир Белов.
Затем к группе присоединяются барабанщик Пётр Трощенков («Аквариум») и контрабасист Константин Филатов, и в 2004 году Sherwood в новом составе активно выступает в петербургских клубах, а также записывает свой первый альбом под названием «Любимые песни Генриха VIII» (звукорежиссёр — Виктор Ильин), все вокальные композиции которого были исполнены на английском языке.
В 2004 г. Blackmore’s Night снова приезжает на гастроли в Санкт-Петербург, но достичь договоренности о выступлении на разогреве не удается.
15 февраля 2005 года Sherwood выступает в прямом эфире на канале 100ТВ и продолжает выступать в клубах, а в апреле 2006 года опять получает приглашение сыграть перед концертами Blackmore’s Night.
Концерты проходят 19 апреля в ГЦКЗ «Россия» (Москва) и 22 апреля в БКЗ «Октябрьский» (Санкт-Петербург). Требование менеджера Blackmore’s Night — присутствие на сцене максимум четверых музыкантов, и в Москву едут Юрий Иванов, Максим Жупиков, Наталья Тарасенко и гитарист Александр Николаев. После выступления удается договориться об участии в петербургском концерте пятого музыканта, и на сцену БКЗ выходит Пётр Трощенков (перкуссия).
Весна 2006 года оказывается продуктивной в творческом плане ещё и благодаря выступлениям на Днях культуры Ирландии в ирландском культурном центре при СПбГУ. Директор центра Андрей Машинян несколько раз приглашает Sherwood для участия в культурных мероприятиях Центра, посвященных Дню святого Патрика, празднику Блумсдэй, и других.
В течение 2005—2007 годов с Sherwood играют басисты Александр Владимирский и Дмитрий Бациев, также Петра Трощенкова на концертах иногда замещает барабанщик Арсен Израилов. Весной 2007 года происходит очередной кризис: группу покидают Максим Жупиков и Наталья Тарасенко.
Летом 2007 года Юрий Иванов находит новых музыкантов, и в сентябре Sherwood появляется в составе: Юрий Иванов — гитара, вокал, Вадим Петухов — ударные, Артур Кестнер — бас, Наталья Моина — аккордеон, Евгений Чернов — электрогитара. После этого снова начинаются концерты в клубах и подготовка к выпуску следующего альбома.
Звучание группы меняется, становится более тяжелым, более близким к стилю хард-рок, а английские и ирландские песни исполняются в основном в русскоязычных переводах. 4 сентября 2008 года Sherwood знакомится с основоположниками фолк-рока, британской группой «Fairport Convention», во время её приезда в Санкт-Петербург для выступления в ДК им. Ленсовета. Sherwood исполняют для музыкантов Fairport Convention их собственный главный хит — песню Matty Groves — на русском языке. Юрий Иванов берет интервью у Дэйва Пегга и Саймона Найкола.
11 июня 2008г Sherwood снова договорился о выступлении на разогреве Blackmore’s Night в ходе их очередного тура, однако это выступление не состоялось. 3 года спустя этот разогрев состоялся в БКЗ «Октябрьский».
24 августа 2011 года Sherwood выступили на торжественном приеме по случаю прибытия в Петербург посла Ирландии в РФ Филипа Макдона. Прием состоялся на патрульном корабле ВМС Ирландии L.E. Roisin, который был пришвартован на Английской набережной.
К этому времени у группы накопился достаточный материал для выпуска следующего альбома, однако коллектив неожиданно покинул флейтист Сергей Кумыш. Некоторое время на концертах его заменяла Александра Немиро, однако Юрию Иванову все труднее и труднее удавалось собирать музыкантов для каждого очередного выступления. В 2013 году он начинает запись третьего альбома, привлекая как прежних участников, так и музыкантов, приглашенных специально для студийной работы. Результатом явился альбом под названием Blow The Candles Out!, опубликованный на Google Play в 2015 году.
В конце 2014 года Юрий Иванов пригласил в состав электрогитариста Валерия Воробьева, с которым был знаком ещё со студенческих лет, а также барабанщика Игоря Перебеева, с которым познакомился во время совместных выступлений с группой «Остролист». Музыканты стали выступать втроем с программой в духе классического хард-рока, исполняя как некоторые песни из репертуара группы, так и рок-композиции, специально сочиненные для этого состава Юрием Ивановым, который теперь не только пел, но и играл на бас-гитаре.

## Дискография
- 2001 — «Henry Martin» (мини-альбом)
- 2004 — «The Favourite Songs Of Henry VIII»
- 2010 — «Лукавая Джоанна»
- 2015 — «Sweet Joan» (англоязычная версия альбома «Лукавая Джоанна»)
- 2015 — «Blow the Candles Out»

### Участие в сборниках
- 2005 — «Spotlight On» (Matchboxrecordings, Великобритания)